# Platycypha rubriventris
Platycypha rubriventris – gatunek ważki z rodziny Chlorocyphidae. Znany jest tylko z okazów typowych odłowionych w 1965 roku w Teixeira de Sousa w dorzeczu górnego Konga we wschodniej Angoli.